# Rueda (hámster)

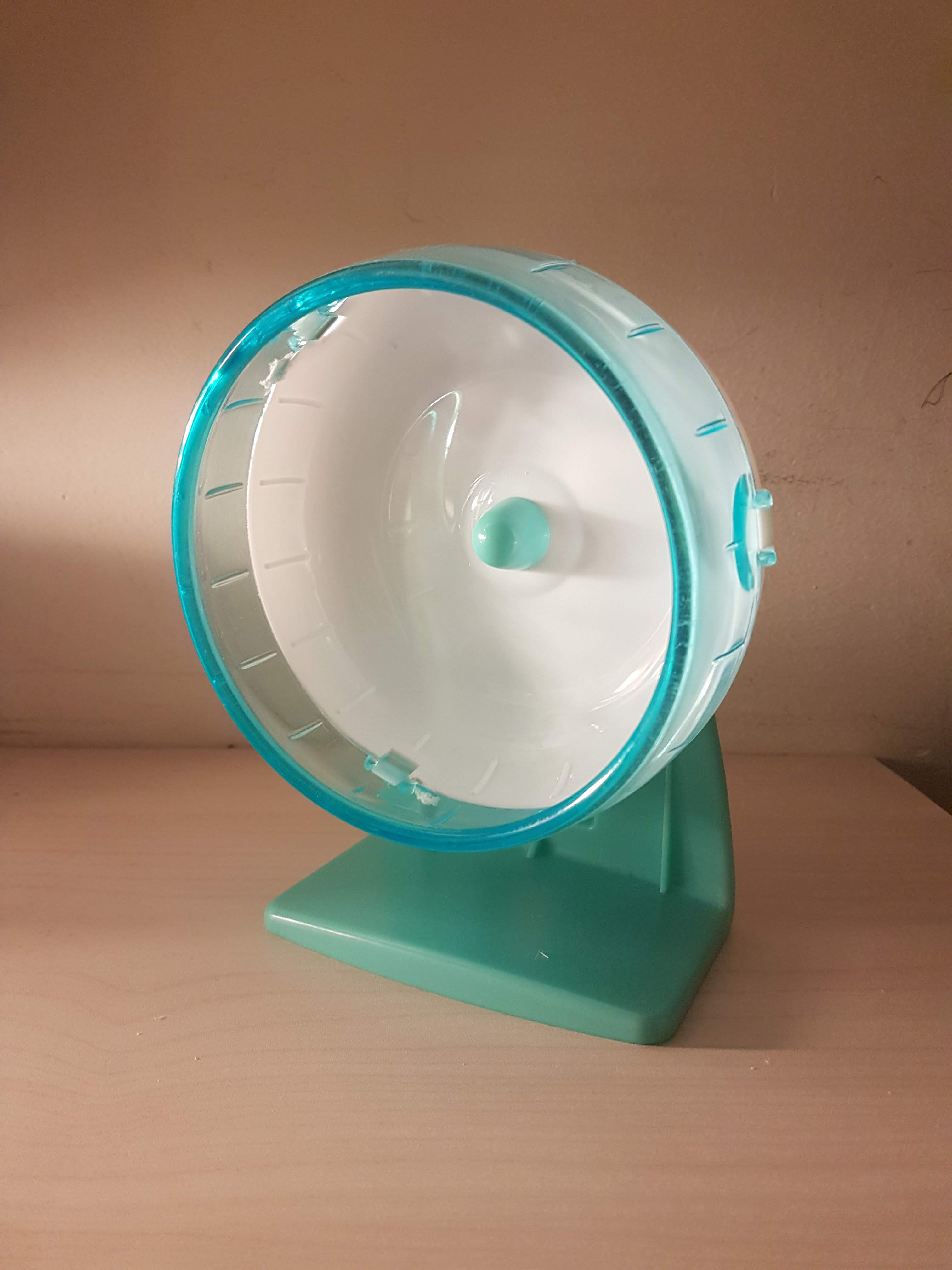
Modelo de rueda de hámster

Una rueda para hámster es un juguete utilizado por roedores como hámsteres, zorrillos o ratones para hacer ejercicio en espacios limitados como en una jaula. Actualmente también las hay para gatos, es más grande con un diámetro mayor generalmente suelen ser de 120 cm de diámetro.

## Composición
La mayoría de las ruedas están construidas de acero o plástico, ambos con ventajas y problemas. Las ruedas de plástico son más seguras para algunos tipos de animales de compañía, como hámsteres, ya que con éstas nos aseguramos de que sus patas no quedarán atrapadas, pero para animales más grandes necesitaríamos la de metal (que no pueden roerla), aunque también existe riesgo de lesión.

## Curiosidades
- Recientes hámsteres han utilizado grandes rueditas las cuales les han permitido que no tengan problemas de obesidad. Pruebas con hámster sirio (Mesocricetus auratus) han demostrado que prefieren ruedas de gran diámetro.[1]
- A los hámsteres les gusta mucho correr en las ruedas. No es raro que registren 9 km en una ,sola, noche. Aun así, los ratones comunes (Mus musculus) registran 16 km; lemmings, 19 km; ratones silvestres, 31 km; las ratas llegan a correr 43 km en una noche.
- Las hipótesis para explicar estos elevados niveles de funcionamiento consisten en que los roedores tienen una gran necesidad de actividad, en que es un sustituto de la exploración y en el comportamiento estereotipado, pero diversos estos estudios indican que correr en la rueda es gratificante y altamente valorado por los animales.[cita requerida]